# Вологість повітря

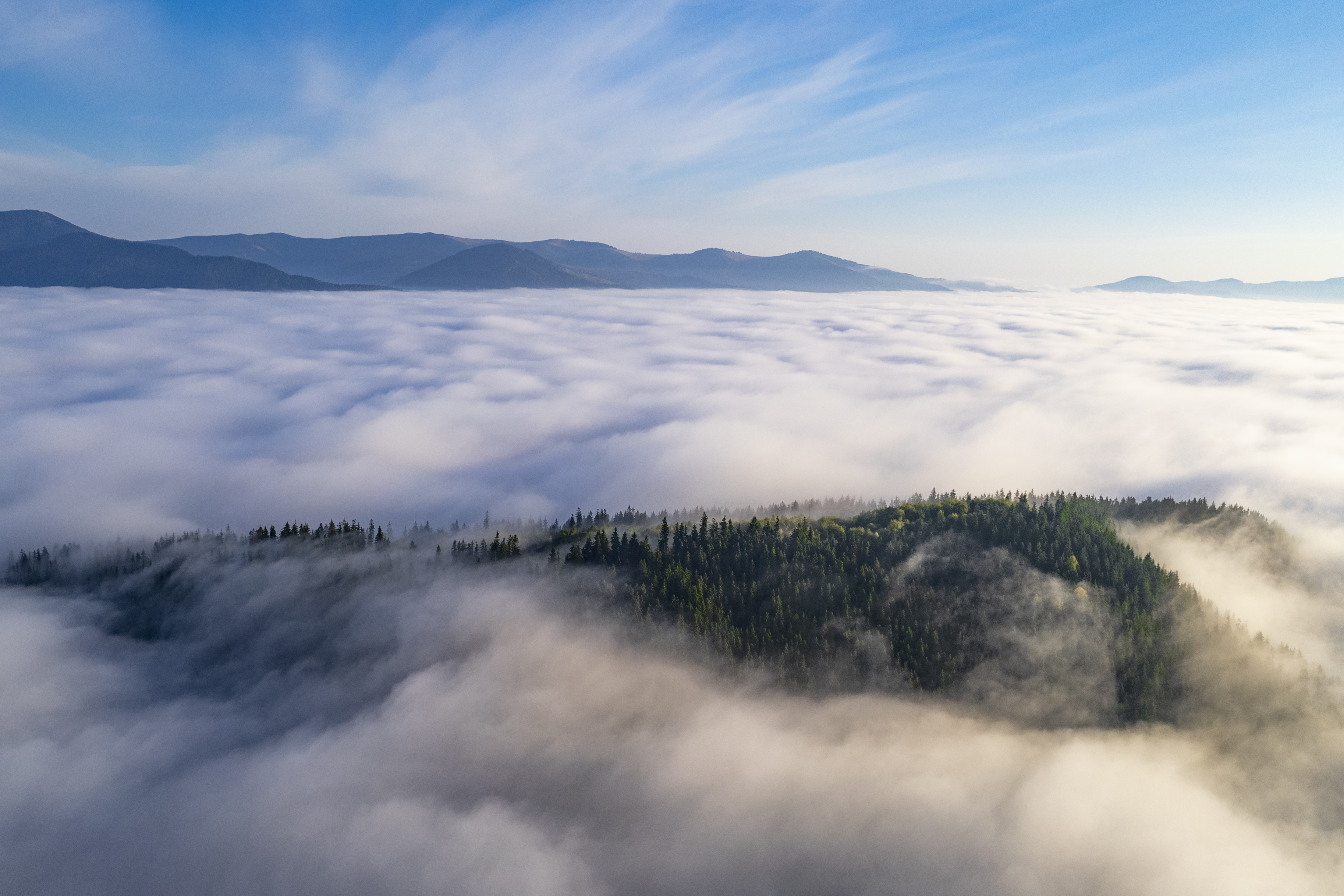
Вологе повітря в Карпатах

Вологість повітря — вміст водяної пари в повітрі, характеризується пружністю водяної пари, відносною вологістю, дефіцитом вологи, точкою роси, — є одним з найважливіших параметрів атмосфери, що визначає погоду, а також те, наскільки комфортно почуває себе людина в цей момент часу.
Є два способи кількісної оцінки вологості:
- Абсолютна вологість — маса водяної пари, що утримується в одиницях об'єму повітря.
- Відносна вологість — відношення абсолютної вологості до її максимального значення при заданій температурі. При 100 % відносній вологості в повітрі може відбутися конденсація водяної пари з утворенням туману, випаданням води. Температура, при якій це трапляється, називається точкою роси.

Оптимальна для людини вологість 40-60 %
Наочний приклад рідкого і твердого стану вологи в атмосфері — хмари, що складаються з дрібних крапельок води, кристаликів льоду або їхньої суміші. Необхідна умова утворення хмар — насичення водяної пари до стану конденсації (перетворення пари у воду) або десублімації (перетворення пари в крижані кристали, минаючи рідку фазу) і зниження температури повітря до критичної. Крім того, у повітрі мають бути так звані ядра конденсації (або десублімації). Звичайно такими ядрами є кристалики солі, що зриваються вітром із гребенів морських хвиль, або мікроскопічний пил, піднятий з поверхні землі, частки гару над виробничими об'єктами. Оскільки над сучасними містами пилу і гару завжди багато, погода в містах завжди гірша ніж за містом. Особливо це виявляється в приморських містах.
Гарне самопочуття людини залежить не тільки від температури, але й від вологості, сонячного проміння, сили вітру та співвідношення цих параметрів. Для оцінки рівня комфортності в місцях зі спекотним кліматом застосовують індекс «температура-вологість» (ІТВ), який обчислюють за формулою "2/5 суми показів сухого і вологого термометрів +15". Значення ІТВ 98.2 двічі зареєстрували в Долині Смерті, штат Каліфорнія, США; 27 липня 1966 (49° С і 37 % вологості) і 12 серпня 1970 (47.5° С і 37 % вологості)

## Найвологіше місце
За рівнем опадів, що випадають за рік, найвологішим місцем у світі є Черрапунджі — 11 770 мм у рік, це майже 12 метрів.
Якщо врахувати, що холод, як і спеку, при підвищеній вологості переносити значно важче, це місце можна визнати найвологішим на Землі. Річ у тім, що наявність вологи в повітрі різко змінює його теплопровідність і теплоємність. Тому спека і холод в умовах високої вологості переносяться значно важче. Узимку при високій вологості людина більше мерзне, а обмороження можуть наступити вже при +4 °C. У спеку, в тропічному кліматі піт, що виділяється людським організмом, через велику вологість повітря не може ефективно випаровуватися і знижувати температуру тіла. Це призводить до великих втрат води та порушення терморегуляції організму і перегріву. Вологість повітря визначається кількістю в ньому водяної пари. Джерелом вологи в повітрі є вода, що випаровується з відкритих водних поверхонь, землі та рослин. В атмосфері волога може перебувати в трьох станах: газоподібному — у вигляді пари, рідкому — у вигляді різної величини крапель і твердому — у вигляді снігу або граду.